# Пожарный (фильм)
«Пожарный» (англ. The Fireman, другие названия — A Gallant Fireman / The Fiery Circle) — немой короткометражный фильм Чарли Чаплина, выпущенный 12 июня 1916 года.

## Сюжет
В красивую девушку влюблены конюх пожарной бригады и его начальник-грубиян. Отец девушки обещает начальнику выдать за него свою дочь, но при одном условии, если пожарная команда не приедет, когда он подожжёт свой дом ради получения выгодной страховки. После поджога папаша с ужасом замечает, что дочь осталась на верхнем этаже. Конюх, рискуя жизнью, приходит ей на помощь.

## В ролях
- Чарли Чаплин — конюх пожарной бригады
- Эдна Пёрвиэнс — девушка
- Ллойд Бэкон — отец девушки
- Эрик Кемпбелл — начальник бригады
- Лео Уайт — хозяин горящего дома
- Альберт Остин — пожарный
- Джеймс Т. Келли — пожарный
- Фрэнк Коулмэн — пожарный
- Фред Гудвинс — молочник / пожарный

## Релиз на видео
С 1990 года фильм выпущен на VHS компанией «Republic Pictures Home Video» в сборнике, с 1991 года — на Laserdisc компанией «Image Entertainment». В 1997 году фильм выпущен на VHS компанией «Madasy Entertainment» и на DVD компанией «Image Entertainment». В 2000 году фильм выпущен на VHS компанией «Kino Video», и на DVD компанией «Koch Vision».
В 2001 году в России короткометражный фильм с русскими субтитрами выпущен на видеокассетах VHS студией «Интеракт» и компанией «Видеочас» вместе с фильмом «За экраном», и на DVD вместе с короткометражными фильмами «За экраном», «Искатель приключений» и полнометражным фильмом «Огни большого города».